# Hochwasserrückhaltebecken Eringerfeld
Das Hochwasserrückhaltebecken Eringerfeld ist ein Hochwasserrückhaltebecken des Wasserverbandes Obere Lippe im Kreis Soest in Nordrhein-Westfalen. Es liegt zwischen Steinhausen und Eringerfeld.
Das Baumaterial des Staudammes ist Felsschüttmaterial als Stützkörper mit einer wasserseitigen innen liegenden Dichtung aus Lehm.
Das Becken verfügt über einen Grundablass mit einer Leistung von 15,5 m³/s.
Die Größe des Staubeckens und andere Abmessungen werden in den Quellen widersprüchlich angegeben.

## Bildergalerie

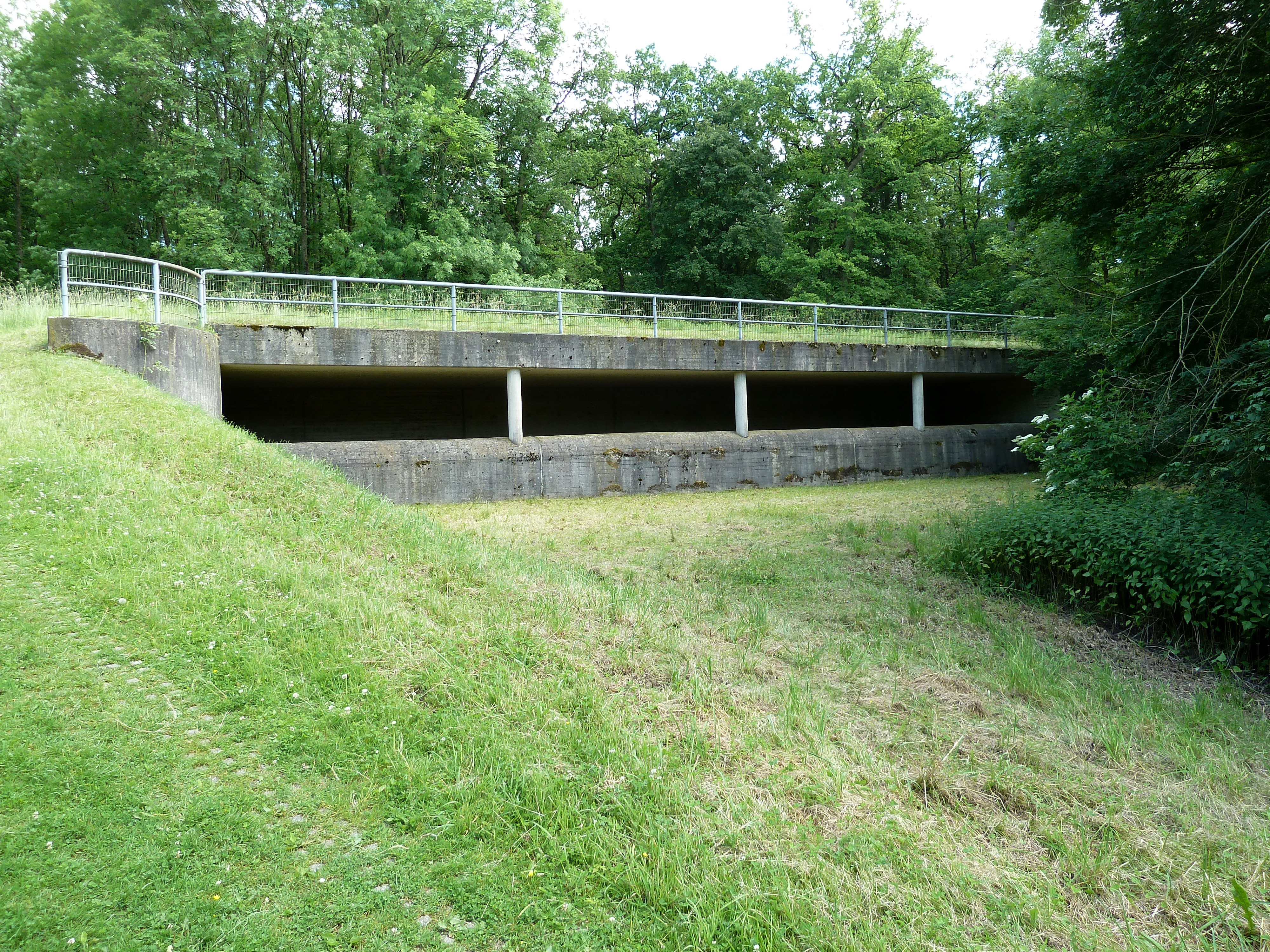
Einlaufbauwerk Hochwasserentlastung
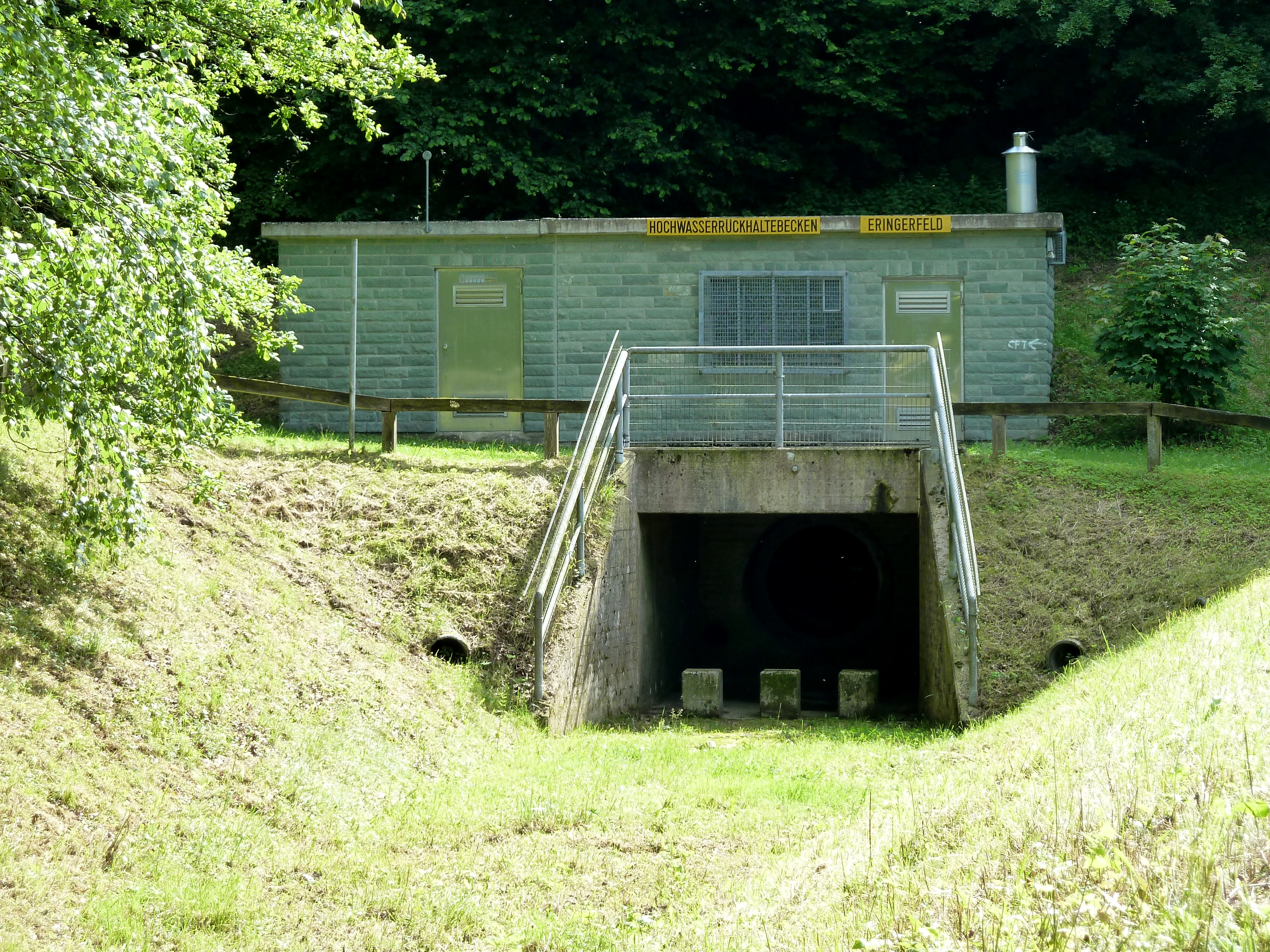
Betriebsgebäude und Grundablass
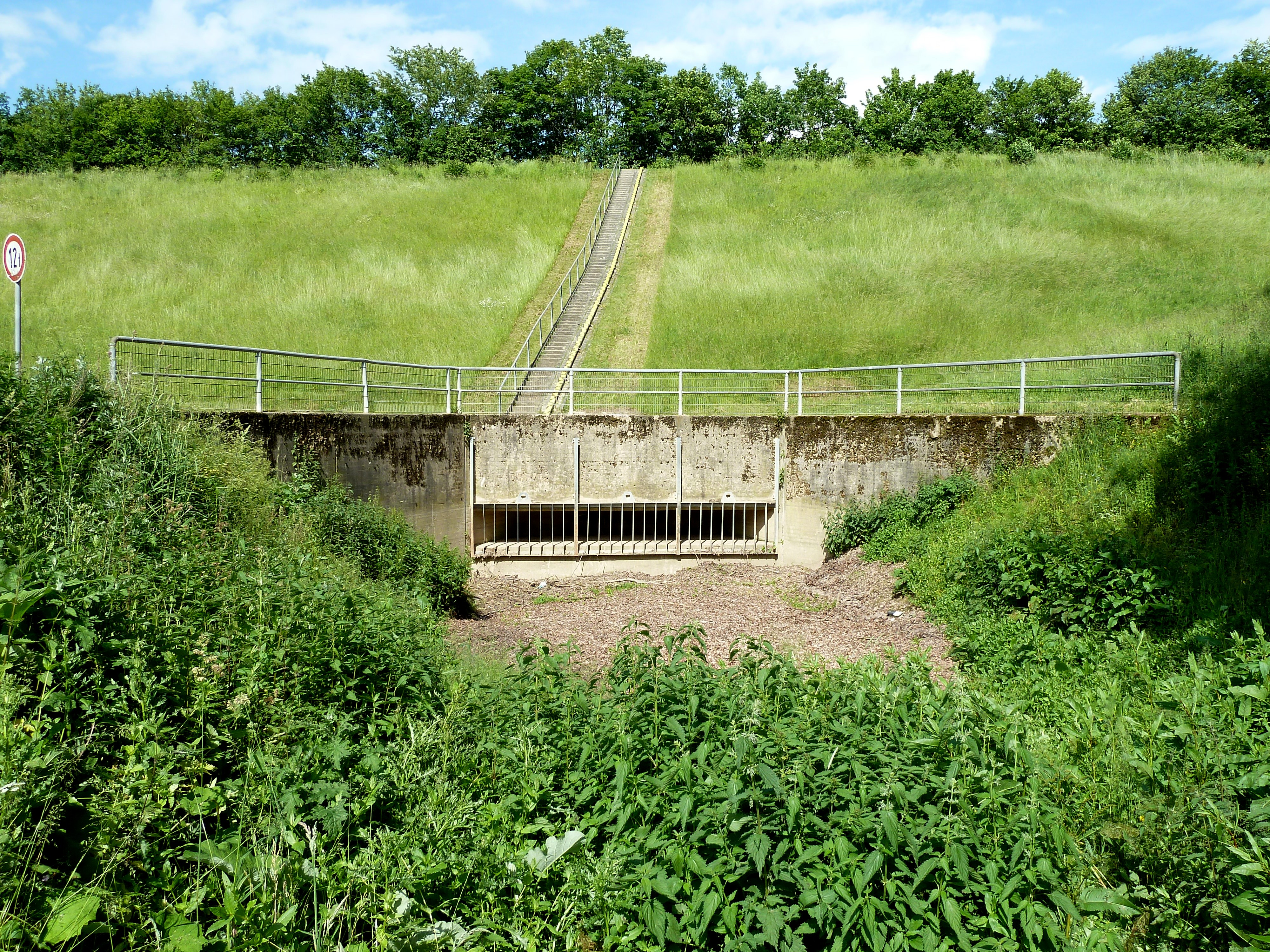
Einlaufbauwerk Grundablass